# Augusto Camerini
Augusto Camerini (Roma, 21 gennaio 1894 – Roma, 18 dicembre 1972) è stato un pittore, illustratore e regista italiano.

## Biografia
Fratello del celebre regista Mario Camerini e cugino di Augusto Genina, fu un pittore e illustratore di grande successo nel primo ventennio del Novecento; collaborò a diverse riviste, tra le quali il famoso settimanale satirico Becco giallo dal 1924 al 1926 insieme a Tullio Gramantieri, Gabriele Galantara e Alberto Cavaliere e quindi in seguito a Il Travaso delle Idee, Contachiaro, il Marc'Aurelio fino al quotidiano Paese Sera. Tra il 1920 e il 1923 si dedicò al cinema dirigendo sette film nel periodo muto, anche se in precedenza era già attivo nel mondo della celluloide con la mansione di decoratore delle scenografie. Con l'inizio dell'era del sonoro diresse un altro film nel 1933, Cento di questi giorni, che non ebbe molto successo, per poi rientrare nella sua attività di illustratore, anche per diversi libri. Nel dopoguerra fu assistente alla regia del fratello in Molti sogni per le strade e collaborò a due soggetti e sceneggiature nel 1955. Morì a Roma (dove abitava in via di Trasonee in cui gli è stata intitolata una strada in zona Casal Boccone) all'età di 78 anni.

## Filmografia

### Regista
- L'altra razza (1920) anche soggetto e sceneggiatura
- Tre meno due (1920)
- Il fiore del Caucaso (1920)
- Ma non è una cosa seria (1921) anche soggetto
- Saracinesca (1921)
- La casa del santo (1921)
- Germaine (1922)
- Cento di questi giorni (1933)

### Altre mansioni
- Molti sogni per le strade di Mario Camerini (1948), assistente alla regia
- Cinema d'altri tempi di Steno (1953), sceneggiatura
- La bella mugnaia di Mario Camerini (1955), soggetto e sceneggiatura
- L'ultimo amante di Mario Mattoli (1955), sceneggiatura